# آخامد
آخامد (به لاتین: Axaməd، تا ۱ مارس ۲۰۰۳ آقا احمد Ağaəhməd) یک منطقه مسکونی در جمهوری آذربایجان است که در شهرستان شرور واقع شده است. آخامد ۸۹۶ نفر جمعیت دارد.